# Codex Gothanus
Um Codex Gothanus (simplesmente significando um codex na biblioteca de Gota, Alemanha) é um codex do início do século IX escrito em Fulda  que foi promulgado por Eberhard do Friul, provavelmente por volta de 830, do estudioso Lupo Servato. O original foi perdido, mas o Codex Gothanus é uma das duas cópias existentes. .
O manuscrito contém leis úteis na administração do Friul, precedido de um texto sobre a origem dos lombardos, provavelmente compilado antes da morte de Pepino I da Itália (810). De acordo com Walter Pohl, foi escrito sob uma perspectiva carolíngia e cristã, substituindo o mito da origem dos lombardos relativo a Odin por um sentido de providência. O Monumenta Germaniae Historica versão (MGH SRL, pp 7-11) o denomina Historia Langobardorum Codicis Gothani. 
A abertura e fechamento do Codex Gothanus são tão diferentes do Origo Gentis Langobardorum e de Paulo, o Diácono que Thomas Hodgkin, em Italy and Her Invaders (vol VI 1880:146, note B.), os imprimiu separadamente, em vez de tentar uni-los num todo coerente. 
Outro Codex Gothanus em Gota contém extratos do Strategemata de Frontino.